# Tecno Mobile
Tecno es una empresa multinacional china de tecnología con sede principal en Shenzhen, China y Moscú, Rusia. Es una subsidiaria de la compañía Transsion Holdings, fundada en 2006.
Tecno es una empresa que se encarga de diseñar, desarrollar, fabricar y vender productos electrónicos, siendo sus productos más sobresalientes los teléfonos inteligentes, tabletas, auriculares, entre otros.
Tecno durante sus primeros años, había centrado su negocio en los mercados de África y Asia meridional. Sin embargo, tras una investigación de mercado realizada en el sudeste asiático, Europa, África y América, la empresa descubrió que África e Europa eran la más lucrativa entre todas sus regiones de mercado. Como resultado de esto, en 2008, la empresa dejó de hacer negocios en Asia para centrarse exclusivamente en África y Europa.
En 2016, Tecno ingresó al mercado de teléfonos móviles de Oriente Medio después de adquirir un buen mercado en África. En 2017 en el Sudeste asiático y para 2020 en América y Europa.

## Historia
En 2006, Tecno Mobile fue fundada como Tecno Telecom Limited, pero más tarde cambió su nombre a Transsion Holdings con Tecno Mobile sirviendo como una de sus filiales. En 2007 Tecno creó una segunda marca, iTel que se vendió en África y en mayo de 2017 fue reconocida como la "marca más amigable para los estudiantes".

## Algunos modelos
Algunos modelos comercializados por la empresa Tecno, son:
| - Spark - Spark 2 - Spark CM - Spark Plus - Spark Pro - Spark 5 - Spark 5 Air - Spark 6 - Spark 6 Go - Spark 6 Air - Spark 7P - Spark 8 - Spark 8C - Spark 20 - Spark 20 PRO - Spark 20 PRO+ - Spark 30 - Spark 30C - SPARK 30 Pro - Camon CX Air - Camon CX Manchester City LE - Camon CX - Camon CM | - Camon X - Camon X Pro - Camon 11 - Camon 11 Pro - Camon 15 - Camon 15 Air - Camon 15 Pro - Camon 16 - Camon 16 Air - Camon 16 Pro - Phantom 6 - Phantom 6 Plus - Phantom 8 | - Pop 1 - Pop 1s - Pop 1 Lite - Pop 1 Pro - Pop 2 F - Pouvoir 1 - Pouvoir 2 - Pouvoir 2 Pro - F2 - F2 LTE - Tecno Camon 7 - Tecno Camon 7 p - Tecno Camon 17 Pro - Tecno Camon 18 - Tecno Camon 18 P - Tecno Camon 18 Premier - Tecno camon 20 - Tecno Camon 20 Pro |